# Đớp ruồi đuôi hung

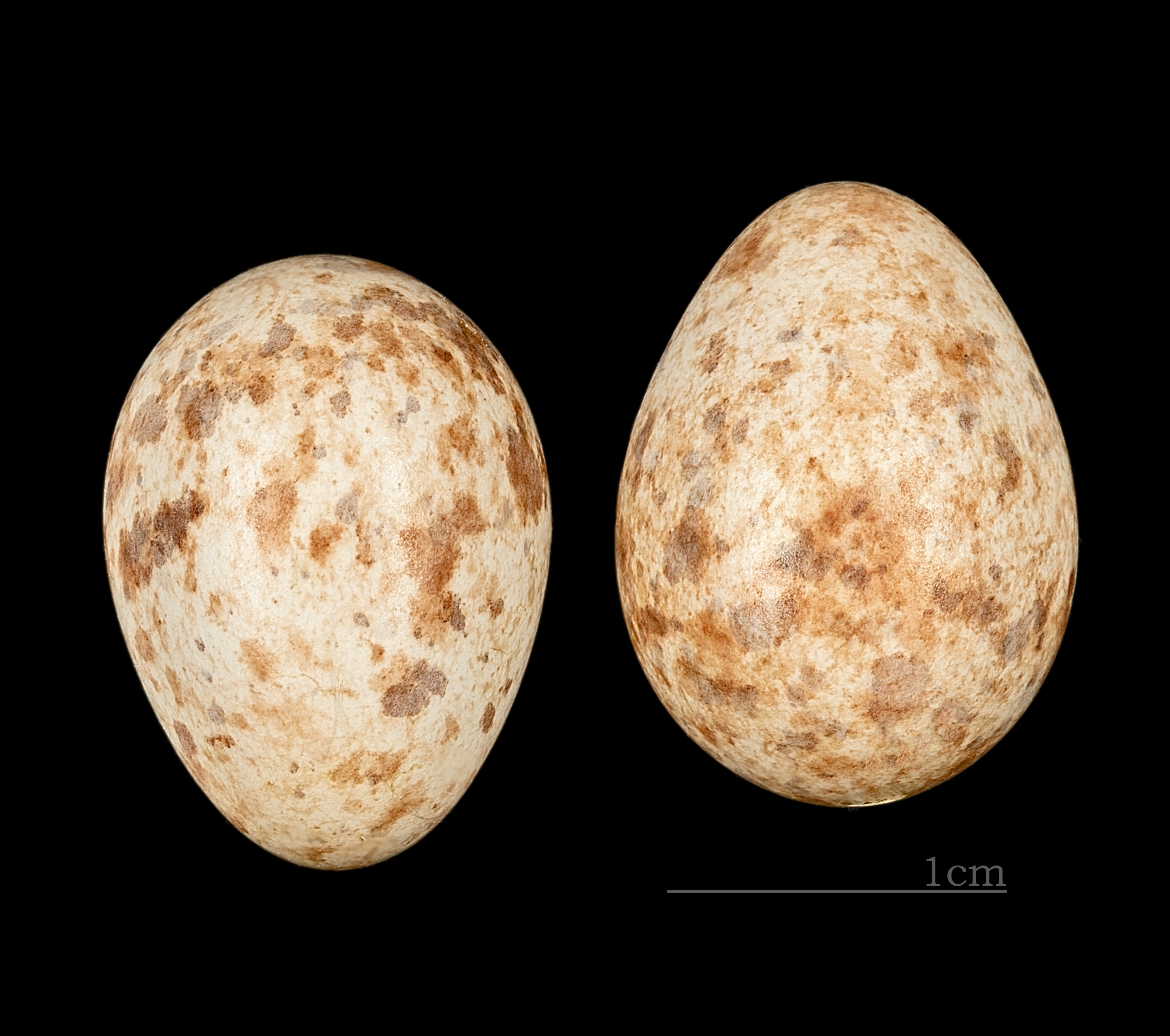
Đớp ruồi đuôi hung

Đớp ruồi đuôi hung (danh pháp khoa học: Muscicapa ferruginea) là một loài chim trong họ Muscicapidae.
Đớp ruồi đuôi hung được tìm thấy ở Bangladesh, Bhutan, Trung Quốc, Indonesia, Nhật Bản, Lào, Malaysia, Myanmar, Nepal, Philippines, Ấn Độ, Singapore, Đài Loan, Thái Lan và Việt Nam. Môi trường sống tự nhiên của chúng là ẩm ướt nhiệt đới hoặc nhiệt đới rừng montane.